# Ouled Ahmed Tammi
Ouled Ahmed Tammi (in caratteri arabi: أولاد أحمد تيمى) è una città dell'Algeria facente parte del distretto di Adrar, nella provincia di Adrar.